# .er
.er је највиши Интернет домен државних кодова (ccTLD) за Еритреју.
Због честе употребе суфикса "-er" у енглеском језику, за .er НИДдк се очекује да постане веома популаран у стварању хакова домена уколико дозволи неограничене другостепене регистрације. Тренутно, такве регистрације нису дозвољене. Ово је слично неконвенционалној употреби домена .tv (за телевизију), .to (за енглеску реч to) и многих других.